# هواري بوش
هواري بوش (بالفرنسية: Houari Baouche)‏ (من مواليد 24 ديسمبر 1995 في الثنية) هو لاعب كرة قدم محترف جزائري يلعب كظهير أيسر للنادي اتحاد العاصمة في البطولة الجزائرية المحترفة الأولى.

## روابط خارجية
- هواري بوش على موقع قاعدة بيانات كرة القدم.إي يو (الإنجليزية)
- هواري بوش على موقع Soccerway.com (الإنجليزية)